# Карибские языки
Карибские языки — одна из семей индейских языков Южной Америки. Насчитывает свыше 100 языков, распространённых на территории Гайаны, Суринама, Французской Гвианы, Венесуэлы, Северной Бразилии и частично в Колумбии и внутренних районах Бразилии. Общее число говорящих около 170 тысяч человек. Наличие карибского суперстрата отмечается также в так называемом островном карибском языке на Малых Антильских островах и гарифуна в Центральной Америке, относящихся к аравакской языковой семье.

## Внешняя классификация
По классификации Дж. Х. Гринберга, карибские языки объединяются вместе с языками же, пано, намбиквара, уарпе, пеба, витото (уитото) и другими в же-пано-карибскую макросемью (иногда их сближают также с аравакскими и хока-сиу языками). В семью карибских языков иногда включают языки, традиционно относимые к другим семьям, например каранкава, чоко и другие.

## Внутренняя классификация
Существующие классификации карибских языков основываются главным образом на географических принципах. Ч. Лоукотка разделяет карибские языки на 24 группы: западную (карибский язык и др.), восточную (вайяна, апалаи и др.), трио, чикена, ваиваи, яуапери, паушиана, макуши, Пемон (языки пемон, арекуна, акаваи и др.), макиритаре, мапойо, паваре, таманако (языки таманако, чайма и др.), яо, шебайи, мотилон, пихао, опоне, карихона, патагон, арара, палмела, пиментейра и шингу (языки ярума, бакаири, науква и др.).
Затрудняет классификацию слабая изученность ныне существующих языков и недостаток материалов по уже исчезнувшим языкам, традиционно причисляемым к карибским языкам. Например, все известные материалы по языкам группы пихао (пихао, панче, пантагора, колима, мусо) составляют списки не более чем в 40 слов, по языку патагон — 5 слов, что вынуждает некоторых ученых относить подобные языки к числу неклассифицированных.
Наиболее проработанной является классификация Т. Кауфмана (1990, 1994), повторяемая во многих работах.
- Опо́н-караре (†)
- Юкпа (береговые): юкпа, †кояйма, хапрерия (япрерия), также возможно вымершие кумана и чайма
- Карибский (каринья, галиби)
- Гвианская ветвь
  - тирийо́:
    - тирийо: акурио, тирийо́ (трио́)
    - карихона: карихона, хианáкото(-умава)
    - салума́

  - кашуянская группа: кашуяна-варикьяна, шикуяна
  - вайвайская группа: вайвай, хишкарьяна
- Северноамазонская ветвь
  - явапери: бо(а)нари, явапери
  - паравильянская группа: †сапара́, †паравильяна, паушиана
  - пемонская группа: макуши, пемонский, капонг, †пурукото́
- Центральная ветвь
  - †кумана́
  - †яо: †тиверикото, †яо
  - вайанская группа: ваяна, †аракажу
  - апалаи
  - мапойо-яварана: мапойо, †таманаку
  - макиритарская группа: макиритари (макиритаре), †ваюмара
- Южноамазонская ветвь
  - шингуанская группа (бакаири): бакаири́, амонап (вкл. матипу, куйкуро, калапало, нахуку)
  - арара: паранский ара́ра, †ярума, †апиака-апинги, †жума, икпенг
  - †палмела
  - †пиментейра
- Панаре
- Ряд вымерших языков остаётся неклассифицированными: †урукуяна, †триометесен, †кумаена, †пианакото, †явапери, †чикена, †сапара́, †явапери, †ваймири (атроари), †пауши, †аринагото

## Типологическая характеристика

### Фонетика
Фонетическая система карибских языков характеризуется довольно бедным консонантизмом: обычно здесь представлена только одна серия смычных (глухие или звонкие) и одна серия фрикативных (глухие). Среди сонорных не различаются r и l. В системе вокализма обычно имеются гласные i, e, a, ƭ, u, o, реже ə и иногда их долгие и назализованные корреляты, широко распространены дифтонги. Для карибских языков характерна тенденция к открытости слога, хотя в положении между гласными встречаются сочетания «сонорный + шумный». Довольно высок удельный вес двух- и трехсложных корней.

### Морфология
Морфологический строй карибских языков — агглютинативный, имеются случаи инкорпорации. Именное словоизменение характеризуется наличием лично-притяжательных префиксов. Падежи отсутствуют. Категория числа выражается общими для имени и глагола суффиксами. Аналогично изменяются многочисленные послелоги.
Личные префиксы переходного глагола совпадают с лично-притяжательными префиксами имён. Выбор личных префиксов переходного глагола зависит от того, какую комбинацию лиц субъекта и объекта требуется выразить. Глагол имеет также формы каузатива, взаимности, возвратности, медиоактива (непереходные глаголы активного действия, образованные от переходных), и, по-видимому, пассива. Различаются 3 формы императива. Временная система включает настоящее (выступающее и в значении будущего), недавнопрошедшее и давнопрошедшее времена. Суффиксы вида обычно выражают значения завершённости действия, перфективности, повторности, длительности, модальные суффиксы — долженствование, желательность и ирреальность действия. Повторяемость, продолжительность действия может выражаться редупликацией. Довольно развита система как именных, так и глагольных словообразовательных суффиксов.
Указательные местоимения противопоставлены по признакам близкий / далёкий и одушевлённый / неодушевлённый.
Практически все числительные первого десятка либо являются производными, либо сохраняют этимологическую связь с существительными.
Порядок слов в предложении с переходным глаголом характеризуется построениями как SOV, так и OSV. Определение предшествует определяемому.